# 元朝的职业等级制度
元朝的职业等级制度相傳如下：一：官、二：吏、三：僧、四：道、五：医、六：工、七：匠、八：娼、九：儒、十：丐。
「九儒十丐」之說主要出自兩部書，分別是謝枋得的《疊山集》及鄭思肖的《心史》，前者承認此說只是「滑稽之雄」，是演戲的人對儒士所開的玩笑，且明朝編纂的《元史》以及元代的官方政書和法律條文也沒有相關記載，而且儒生在元代實際上亦擁有相當的地位且被朝廷優待。「九儒十丐」這一說法被近代學者證實是以訛傳訛之說。

## 相关
- 臭老九